# Dziemiesze (rejon postawski)
Dziemiesze (biał. Дземяшы; ros. Демеши) – wieś na Białorusi, w obwodzie witebskim, w rejonie postawskim, w sielsowiecie Woropajewo.

## Historia
W czasach zaborów w granicach Imperium Rosyjskiego.
W dwudziestoleciu międzywojennym wieś leżała w Polsce, w województwie wileńskim, w powiecie duniłowickim (od 1926 postawskim), w gminie Łuczaj.
Według Powszechnego Spisu Ludności z 1921 roku zamieszkiwało tu 320 osób, wszystkie były wyznania rzymskokatolickiego i zadeklarowały polską przynależność narodową. Były tu 62 budynki mieszkalne. W 1931 w 58 domach zamieszkiwało 285 osób.
Miejscowość należała do parafii rzymskokatolickiej w Łuczaju. Podlegała pod Sąd Grodzki w Postawach i Okręgowy w Wilnie; właściwy urząd pocztowy mieścił się w m. Łuczaj.
Po agresji ZSRR na Polskę w 1939 roku wieś znalazła się pod okupacją sowiecką, w granicach BSRR. W latach 1941–1944 była pod okupacją niemiecką. Następnie leżała w BSRR. Od 1991 roku w Republice Białorusi.
W 1938 roku miejscowość należała do gromady Stary Dwór gminy Łuczaj.